# Metroid: Zero Mission
Metroid: Zero Mission is een computerspel ontwikkeld en uitgegeven door Nintendo voor de Game Boy Advance. Het action-adventurespel is uitgekomen in de VS op 9 februari 2004 en in Europa op 8 april 2004.
Het spel is een remake van Metroid uit 1986 en voegt extra onderdelen toe, zoals mini-eindbazen, extra levels en voorwerpen, en een nieuw verhaal dat meer achtergrondinformatie geeft over Samus' verleden.

## Plot
Het spel volgt het verhaal over Samus Aran, een jonge vrouw die is gestrand op de planeet Zebes. Samus moet de Metroid-organismen zien terug te vinden die zijn gestolen door de Space Pirates. Deze kwaadaardige groepering wil de Metroids gebruiken als biologisch wapen voor iedereen die hun plannen wil dwarsbomen.

## Ontvangst
Zero Mission ontving positieve recensies. Men prees het grafische gedeelte, de gameplay en de verbeteringen ten opzichte van het origineel. Kritiek was er op het relatief korte spel.
Op verzamelwebsite Metacritic heeft het spel een verzamelde score van 89%.

## Trivia
- Het spel is opgenomen in het boek 1001 Video Games You Must Play Before You Die van Tony Mott.